# Number One Observatory Circle

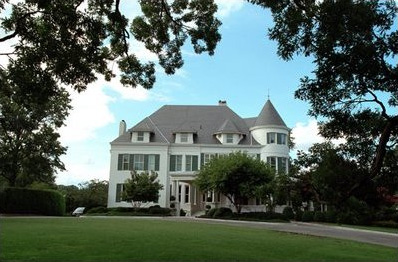
Number One Observatory Circle

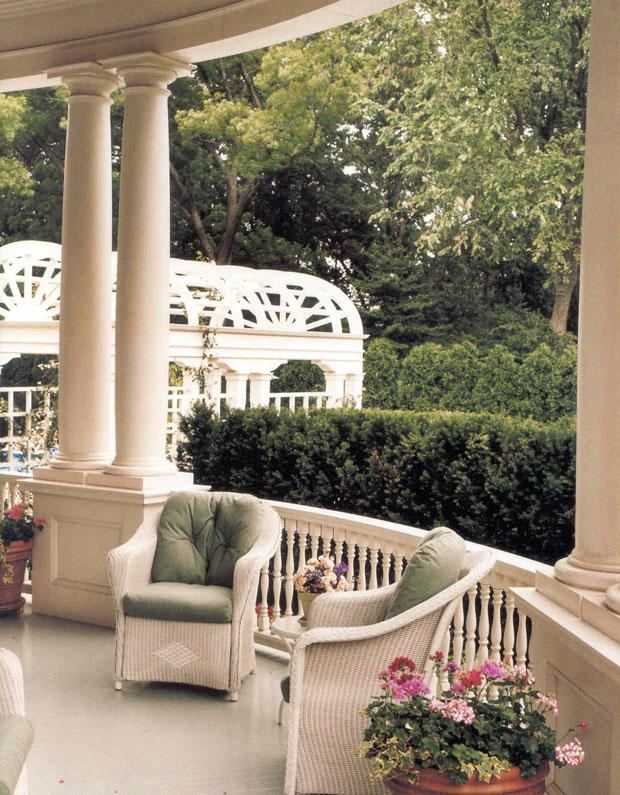
Veranda des Anwesens

Number One Observatory Circle ist der offizielle Wohnsitz des Vizepräsidenten der Vereinigten Staaten von Amerika. Das Gebäude befindet sich im nordöstlichen Bereich des Geländes des United States Naval Observatory in Washington, D.C.; es wurde 1893 für dessen damaligen Leiter gebaut. 1974 stimmte der Kongress für den Umbau zum offiziellen Wohnsitz des Vizepräsidenten.
Vor dieser Zeit lebten die jeweiligen Vizepräsidenten in ihren eigenen Häusern; allerdings waren durch die ständigen Wechsel der Amtsinhaber und deren Wohnungen die Kosten für deren Schutz zu hoch. Obwohl das Haus bereits 1974 für seinen neuen Zweck zur Verfügung stand, vergingen noch drei Jahre, bis ein Vizepräsident dort einzog. Der Erste, der dort lebte, war Walter Mondale. Seitdem wohnt jeder Vizepräsident in dem Haus, derzeit JD Vance.